# 涌井紀夫
涌井 紀夫（わくい のりお、1942年2月11日 - 2009年12月17日）は、日本の元裁判官。最高裁判所判事を務めた。

## 略歴
六甲高等学校、京都大学法学部卒業後は1964年（昭和39年）4月に第18期司法修習生、1966年（昭和41年）4月8日に東京地方裁判所判事補任官。判事補任官以降の経歴は以下の通り。
- 1966年（昭和41年）4月8日 - 1969年（昭和44年）3月31日：東京地方裁判所判事補[3]
- 1969年（昭和44年）4月1日 - 1972年（昭和47年）4月10日：最高裁判所事務総局刑事局付・東京地方裁判所・東京家庭裁判所判事補、東京簡易裁判所判事[3]
- 1972年（昭和47年）4月11日 - 1975年（昭和50年）4月14日：旭川簡易裁判所判事、旭川地方裁判所・旭川家庭裁判所判事補[3]
- 1975年（昭和50年）4月15日 - 1976年（昭和51年）3月31日：東京簡易裁判所判事、東京地方裁判所判事補[3]
- 1976年（昭和51年）4月1日 - 1977年（昭和52年）4月30日：最高裁判所事務総局行政局参事官[3]
- 1977年（昭和52年）5月1日 - 1979年（昭和54年）6月30日：最高裁判所事務総局行政局第二課長[3]
- 1979年（昭和54年）7月1日 - 1983年（昭和58年）3月31日：最高裁判所事務総局行政局第一課長兼第三課長兼最高裁判所事務総局広報課付[3]
- 1983年（昭和58年）4月1日 - 1984年（昭和59年）4月15日：東京地方裁判所判事[3]
- 1984年（昭和59年）4月16日 - 1988年（昭和63年）3月31日：最高裁判所事務総局人事局給与課長[3]
- 1988年（昭和63年）4月1日 - 1992年（平成4年）5月31日：東京地方裁判所部総括判事[3]
- 1992年（平成4年）6月1日 - 1993年（平成5年）11月3日：最高裁判所上席調査官[3]
- 1993年（平成5年）11月4日 - 1998年（平成10年）1月23日：最高裁判所事務総局総務局長[3]
- 1998年（平成10年）1月24日 - 1999年（平成11年）2月10日：前橋地方裁判所所長[3]
- 1999年（平成11年）2月11日 - 2001年（平成13年）2月20日：東京高等裁判所部総括判事（第15民事部）[3]
- 2001年（平成13年）2月21日 - 2002年（平成14年）9月17日：司法研修所長[3]
- 2002年（平成14年）9月18日 - 2005年（平成17年）5月16日：福岡高等裁判所長官[3]
- 2005年（平成17年）5月17日 - 2006年（平成18年）10月15日：大阪高等裁判所長官[3]
- 2006年（平成18年）10月16日：最高裁判所判事[3]
- 2009年（平成21年）12月17日：肺癌の為に逝去[1][3]。67歳没[1]。

## 下級審判事時代に係った判例
- 東京高裁部総括時代
  - 東海第二原発設置許可取消訴訟 -- 原告敗訴[4]
  - 弁護士思想調査事件 -- 請求認容
    - ただし、情報収集活動そのものは合法とし、所属団体が記載した資料を刑事裁判の証拠として提出したことのみ違法とした。

## 最高裁判所判事時代における判決の対応

### 大法廷判決に対する対応
- 2005年9月11日において行われた衆議院議員総選挙の小選挙区の区割規定が憲法14条1項等に反していたか。多数意見（合憲）[2][5]
- 衆議院議員小選挙区選出議員選挙について候補者届出政党と無所属候補者に対する選挙運動の差異を設けることは憲法14条1項等に反するか。多数意見（合憲）
- 国籍法3条1項は憲法14条1項に違反するか。多数意見（違憲・今井裁判官の補足意見に同調）
- 市町村の施行する土地区画整理事業の事業計画の決定は、行政訴訟の対象となる行政処分に当たる（1966年（昭和41年）の最高裁判決を変更、意見）[2][6]。

### 反対意見
なし

### 国民審査
2009年8月30日に行われた最高裁裁判官国民審査において、罷免すべきという投票が有効投票の7.73パーセント、517万6090票となり審査対象9人の中で罷免票が最も多い判事となった。ただし、有効投票の半数以上でないと罷免されないため、結果として信任された。

## 賞詞
- 正三位 旭日大綬章（2009年12月17日付）